# Estádio ADC Parahyba
O Estádio ADC Parayba é um estádio multiuso localizado em São José dos Campos, Brasil. Ele é usado normalmente para partidas de futebol e eventualmente para jogos de rugby. A capacidade máxima inicial do estádio foi de 2.500 pessoas, mas após uma reforma realizada em 2010 passou a ter capacidade para 4.000 pessoas e posteriormente para 5.016.

## História
O estádio fica localizado no bairro de Santana, no clube da ADC Parahyba. O clube já foi palco de grandes eventos comemorativos na cidade. O clube é presidido por Antonio Donizetti Profício, importante figura no futebol amador da cidade. 
Jogos da Copa Libertadores da América de Futebol Feminino nas edições de 2011 e 2014 foram realizados no local. Os representantes dos clubes participantes elogiaram o gramado e as reformas realizadas. 
O local também já recebeu partidas da seleção brasileira de rugby em jogos amistosos, partidas oficiais pela fase classificatória para a Copa do Mundo de Rugby e do Campeonato Sul-Americano de Rugby Seven em 2009. 
Além disso, o estádio foi casa do Grêmio Santanense e Primeira Camisa em edições do Campeonato Paulista de Futebol. Atualmente, o time feminino do São José realiza jogos no local. Também é o local das partidas da Associação Atlética Santana do Parahyba, agremiação do futebol amador joseense, como também das partidas dos campeonatos amadores locais.
Primeiro gol foi feito numa partida amadora em 1978 pelo lateral esquerdo João Coelho pelo veterano da AD Parayba.